# 大津市立堅田中学校
大津市立堅田中学校（おおつしりつ かたたちゅうがっこう）は、滋賀県大津市本堅田三丁目にある公立中学校。

## 沿革
- 1947年（昭和22年）4月21日 - 堅田町、仰木村、真野村、伊香立村、葛川村立中学校として各小学校に開校。
- 1948年（昭和23年）4月1日 - 組合立滋賀中央中学校と改称。
- 1955年（昭和30年）4月1日 - 町村合併により堅田町立滋賀中央中学校と改称。
- 1956年（昭和31年）4月1日 - 堅田町立堅田中学校と改称。
- 1967年（昭和42年）4月1日 - 大津市、堅田町、瀬田町合併により大津市立堅田中学校と改称。

## 校歌
- 勝承夫作詞／下総皖一作曲

## 通学区域
- 大津市立堅田小学校の通学区域[1]。

## 著名な卒業生
- 都裕次郎（プロ野球選手（投手））
- 大西智博（警察官）